# Berlin Story Verlag
Der Berlin Story Verlag ist ein deutscher Verlag, der Bücher zur Geschichte Berlins herausgibt. Seine Gründer betreiben das Museum Berlin Story Bunker im ehemaligen Luftschutzbunker Anhalter Hochbunker der Deutschen Reichsbahn sowie die Buchhandlung Berlin Story.

## Geschichte
1993 gründete der Journalist Wieland Giebel in Berlin den Giebel Verlag. 2005 wurde er in Berlin Story Verlag umbenannt, da Giebel bereits seit 1997 die Buchhandlung Berlin Story betrieben hatte. 2010 wurde der Verlag im Rahmen der Aktion Deutschland – Land der Ideen unter Horst Köhler als Schirmherr als „innovativer Ort der Bundesrepublik Deutschland“ ausgezeichnet. 2012 wurde der Verlag in eine eigene Gesellschaft ausgegründet; die Buchhandlung lief unter einer neuen Firmierung bis zu ihrer Schließung Ende 2016 weiter.

## Programm
Die Publikationen des Berlin Story Verlages decken die Geschichte, Gegenwart sowie wichtige Personen Berlins ab. Auch soziale Themen werden behandelt z. B. in Letzte Rettung Berlin die Geschichte verschiedener Menschen, die in Berlin auf der Straße leben. Neben Autorenbüchern werden auch (oft kommentierte) Reprints verlegt. Das letzte veröffentlichte Verlagsprogramm laut eigener Website war für das Jahr 2020 (Stand Juli 2022).

## Berlin Story Bunker

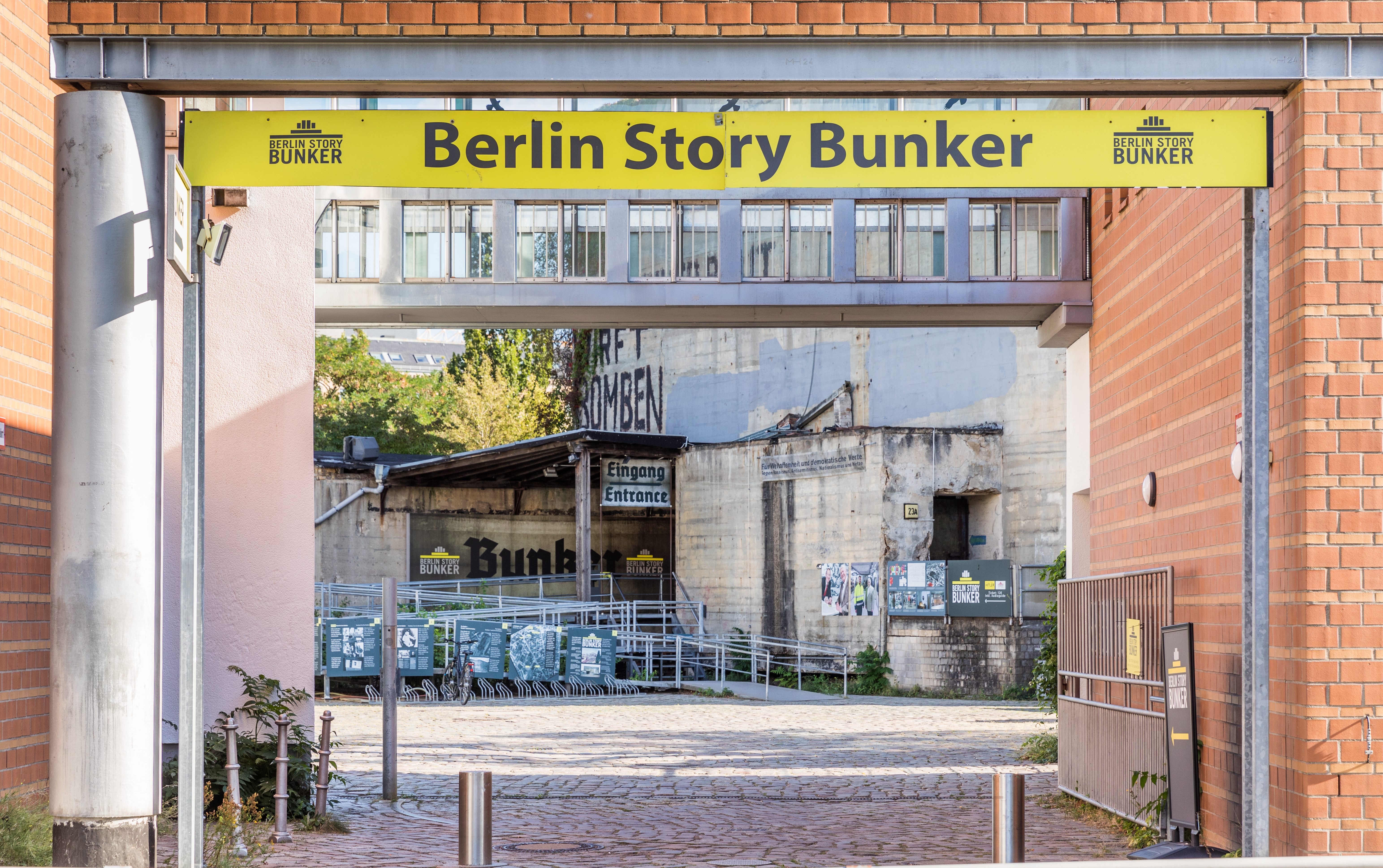
Durchgang zum Anhalter Hochbunker (2023)

Das parallel betriebene Museum Berlin Story Bunker im ehemaligen Luftschutzbunker Anhalter Hochbunker der Deutschen Reichsbahn im Berliner Ortsteil Kreuzberg auf dem Gelände des ehemaligen Anhalter Bahnhofs hat als Themenschwerpunkte das Dritte Reich sowie Hitler. Darüber hinaus veranstaltet es diverse Sonderausstellungen, z. B. zu Memes (→ dort „Rezeption“). Der Geschichte Deutschlands seit seiner Befreiung „1945 bis heute“ ist das 1968 Museum im Haus gewidmet. Der Story Bunker wird als eigene GmbH geführt, als Geschäftsführer firmiert der Journalist und Unternehmer Enno Lenze.

## Berlin Story News
Berlin Story News ist ein vom Berlin Story Verlag geführtes Nachrichtenportal, das neben Agenturmeldungen auch Berichte von Enno Lenze, Wieland Giebel und Malte Ian Lauterbach veröffentlicht. Veröffentlicht werden primär Berichte aus Kriegsgebieten, aber auch fachliche Artikel zu Rüstungsindustrie und soziale Themen sind frequente Themen.

## Projekt „Todesmaschine“

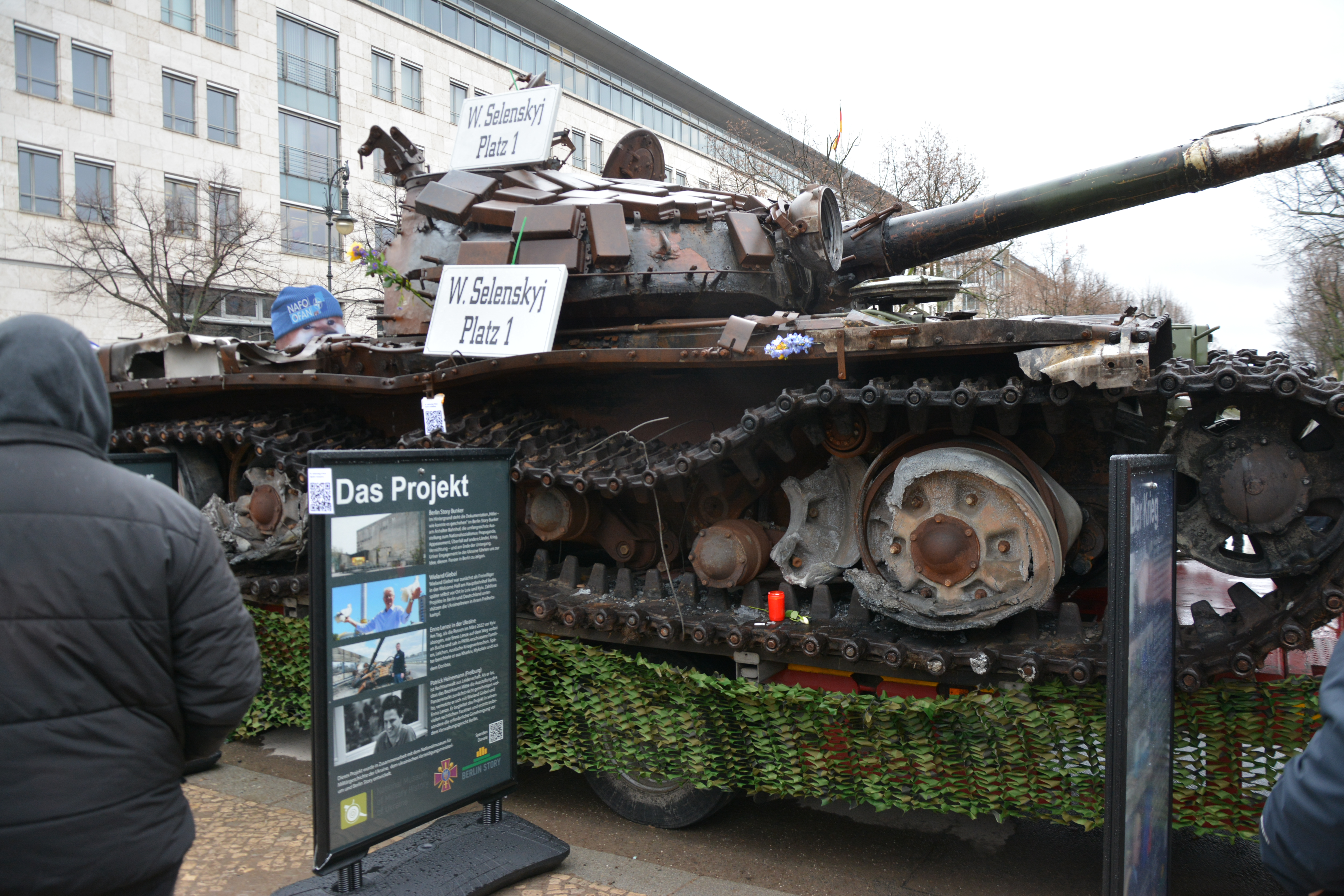
Von ukrainischen Streitkräften zerstörter russischer T-72 vor der russischen Botschaft in Berlin (2023)

Im Februar 2023 ließen Lenze und Giebel unter dem Titel „Todesmaschine“ einen nach dem russischen Überfall auf die Ukraine Ende Februar 2022 von ukrainischen Streitkräften zerstörten T-72-Panzer vor der russischen Botschaft in Berlin aufstellen. Das Projekt konnte nach erheblichen logistischen und bürokratischen Hürden gegen den Widerstand des Bezirksamts Mitte realisiert werden. Da der Panzerschlepper, der zum Transport des Panzers eingesetzt worden war, für einen Transport in die Ukraine benötigt wurde, stand der Panzer nur drei Tage vor der Botschaft. Das Geschützrohr zielte laut Lenze auf das Büro des FSB in der russischen Botschaft.